# 斯科帕斯

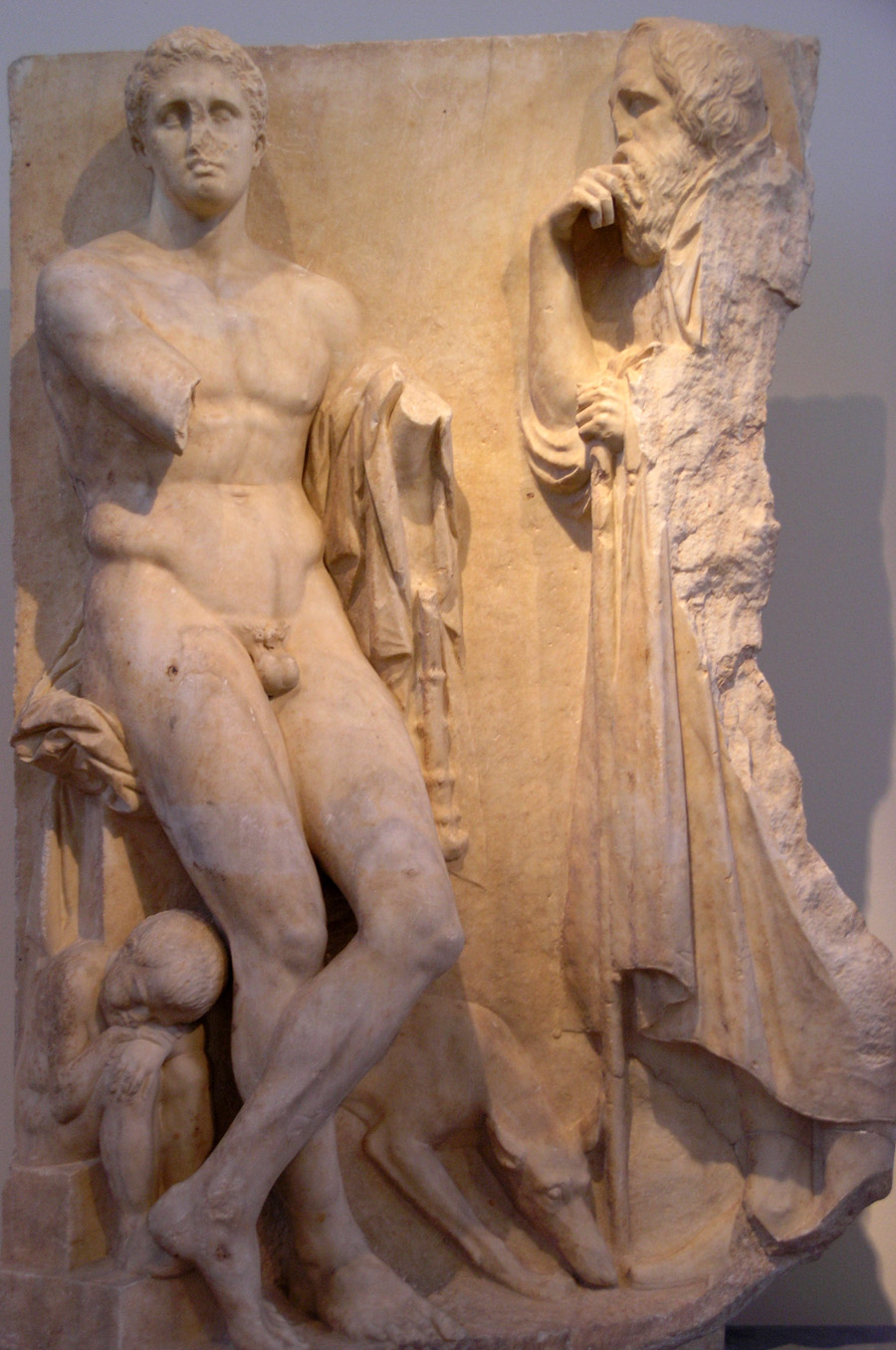
被認為是斯科帕斯或其工作室之作的阿提卡式葬礼石碑雕塑（雅典国家考古博物馆）

斯科帕斯（希臘語：Σκόπας，約前395年—350年），古希腊著名雕刻家、建築師。斯科帕斯生于基克拉泽斯群岛中的帕罗斯岛，曾计划建筑泰耶阿的雅典娜·阿列亞神廟，雕刻的作品包括以弗所的阿耳忒弥斯神廟和哈利卡納蘇斯的摩索拉斯陵墓。斯科帕斯的其中一個獨立雕像《渴望》的複製品，被展示於羅馬音樂學院大廳。

## 其他作品
- 神醫阿斯克勒庇俄斯和健康女神许癸厄亚的雕像，在阿卡迪亞的阿斯克勒庇奧斯庙
- 阿佛洛狄忒像，在埃利斯
- 赫卡忒像，在阿尔戈斯
- 两座厄里倪厄斯复仇女神像，在雅典的神庙
- 一座赫拉克勒斯像，在伯罗奔尼撒半岛的西库翁
- 阿波罗，发现于罗马帕拉蒂尼山上的阿波罗庙
- 一座许多古希腊文诗歌所称赞的迈那得斯像